# Al-Murtafa’a
Al-Murtafa’a (arab. المرتفعة) – wieś w Syrii, w muhafazie Aleppo, w dystrykcie Afrin. W 2004 roku liczyła 675 mieszkańców.